# Andrea Smith (feminist)

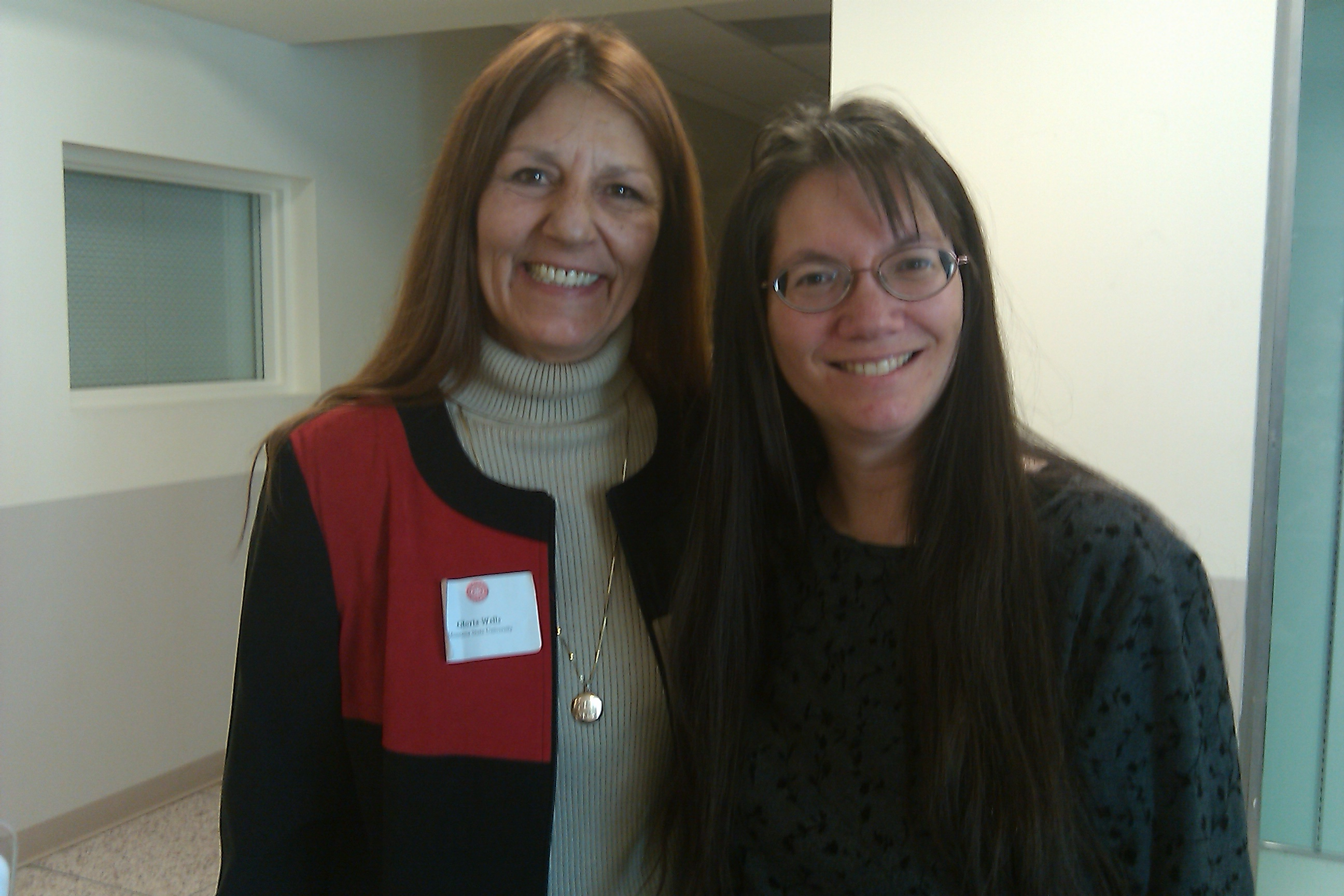
Andrea Smith (rechts) in 2011

Andrea Lee Smith (14 juni 1966) is een Amerikaans hoogleraar, onderzoeker, feministe en activiste. Haar academisch werk houdt verband met geweld tegen vrouwen en mensen van kleur, en kritische theorie in Native American studies, ethnic studies en mediastudies. Ze is medeoprichter van onder andere Incite!, dat activisme voert tegen geweld tegen vrouwen van kleur. Sinds 2007 is Smith een controversieel figuur in de academische wereld en het activisme, omdat ze zich voordoet als een Cherokee- en Ojibweg-indiaan maar niet afstamt van inheemse volken en geen band heeft met de Cherokee-gemeenschap. Sinds 2008 is ze verbonden aan de Universiteit van Californië - Riverside.